# Castillo de Carnasserie
El castillo de Carnasserie (también llamado Carnassarie) es una casa torre en ruinas del siglo XVI que destaca por su inusual diseño y detalles renacentistas. Se encuentra a unos dos kilómetros al norte de Kilmartin, en Argyll and Bute, Escocia occidental. 

## Historia
El castillo fue construido por John Carswell de la iglesia reformista. Carswell fue rector de Kilmartin, canciller de la Capilla Real de Stirling, y más tarde obispo titular de las islas. Carswell publicó el primer libro que se imprimió en gaélico escocés, una traducción del Libro de orden común de John Knox. La construcción comenzó en 1565 utilizando albañiles traídos de Stirling; aunque construido específicamente para el patrón de Carswell, el conde de Argyll quien pretendía que fuera una residencia personal para él. 
A la muerte de Carswell en 1572, el castillo pasó al conde de Argyll y se vendió en 1643 a sir Dugald Campbell, tercer baronet de Auchinbreck. Su sucesor, Duncan Campbell, fue uno de los pocos que apoyó activamente el levantamiento de Argyll contra Jacobo VII en 1685. La incursión de Atholl que siguió al fracaso del levantamiento devastó gran parte de Argyllshire; a pesar de haber recuperado sus propiedades en 1689, Duncan Campbell se arruinó financieramente. En 1690, presentó una petición al Parlamento alegando que los miembros del clan Maclean quemaron el castillo de Carnasserie, robaron 2000 cabezas de ganado y asesinaron a su tío Alexander Campbell de Strondour. Aunque las paredes exteriores permanecen en gran parte sin daños, Carnasserie nunca fue reconstruido y los Auchinbrecks finalmente se declararon en bancarrota. En el siglo XIX, la finca fue vendida a los Malcolm de Poltalloch, quienes también poseen el cercano castillo de Duntrune. Hoy el castillo y sus alrededores están protegidos como monumento planificado. El castillo está a cargo del Historic Environment Scotland y está abierto al público.

## Arquitectura

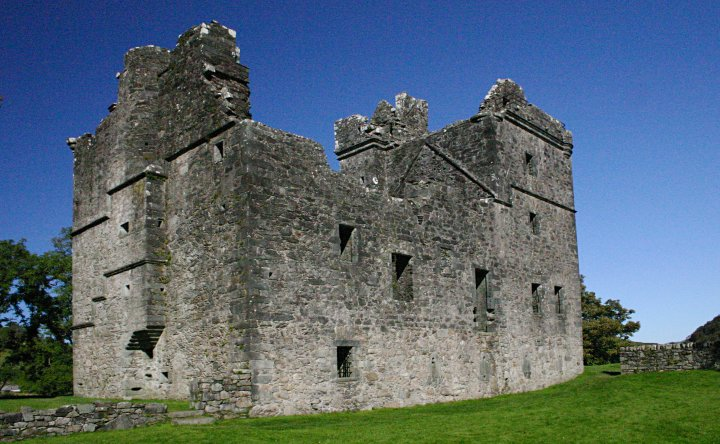
El castillo de Carnasserie visto desde el sudoeste

Carnasserie solo fue ligeramente modificado a finales del siglo XVII, por lo que presenta una imagen precisa de la arquitectura del siglo XVI.  Aunque se encuentra en un terreno elevado cerca de un paso estratégico en Kilmartin Glen, fue diseñado más para propósitos domésticos que para propósitos militares.
El castillo comprende una casa torre de cinco pisos, con una casa más grande de tres pisos.  En el nivel del sótano se encuentran los restos de las bodegas y una cocina con una gran chimenea y entrada de agua. Por encima está el gran salón. Una amplia escalera sale desde la entrada a la sala, situada en una pequeña torre al noroeste. Una segunda escalera más pequeña conduce desde el pasillo hasta el paseo del parapeto situado en tres lados de la casa de la torre. Las habitaciones superiores habrían contenido dormitorios.   